# STS-56
是历史上第五十三次航天飞机任务，也是发现号航天飞机的第十六次太空飞行。

## 任务成员
- 肯内斯·卡梅隆（Kenneth D. Cameron，曾执行、以及任务），指令长
- 斯蒂芬·奥斯瓦尔德（Stephen S. Oswald，曾执行、以及任务），飞行员
- 迈克尔·福奥勒（Michael Foale，曾执行、以及远征8号任务），任务专家
- 肯内斯·科克雷尔（Kenneth D. Cockrell，曾执行、以及任务），任务专家
- 艾伦·奥查（Ellen Ochoa，曾执行、以及任务），任务专家